# Tjerk Hiddes de Vries
Pour les articles homonymes, voir de Vries.
Tjerk Hiddes de Vries (né le 6 août 1622 à Sexbierum province de Frise, mort le 6 août 1666 à Flessingue) est un amiral néerlandais du XVIIe siècle.
Il est le fils d'un pauvre paysan Hidde Siurds et de son épouse Swab Tjeirckdochter. À l'âge de douze ans, il prend à la mer. En 1648, il épouse Nannetje Atses, le couple s'installe à Harlingen. En 1654, il est nommé capitaine.

## Carrière militaire
En 1658, au cours de la première guerre du Nord, Tjerk est nommé commandant d'un transport de troupes, la Judith, qui fait partie la flotte expéditionnaire, commandée par le lieutenant-amiral Jacob van Wassenaer Obdam. Le 29 octobre, dans la bataille du détroit de l'Øresund, les soldats de la Judith capturent trois navires suédois. Pour cette action extraordinaire, Tjerk est nommé capitaine de l'amirauté Frisonne, l'une des cinq amirautés autonomes néerlandaises.
Pendant la deuxième guerre anglo-néerlandaise, le 13 juin 1665, Tjerk qui commande l'Elff Steden à de la bataille de Lowestoft, fait preuve beaucoup de courage personnel pour libérer son navire de l'enchevêtrement général des vaisseaux hollandais, qui sont incendiés par un brûlot anglais. Cette bataille est une grave défaite pour les Hollandais. Mais, alors que les équipages des autres navires ont brillé par leur incompétence, les hommes de Tjerk sont acclamés comme des héros par la population.
Tentant d'expliquer les motifs de la défaite, Tjerk jugera très sévèrement le lieutenant-amiral Jacob van Wassenaer Obdam, commandant en chef de la flotte qui a péri au cours de la bataille: 
« En premier lieu Dieu Tout-Puissant a privé notre commandant suprême de ses sens - si tant est qu'il l'en avait pourvu ».
Le 29 juin 1665, montant de deux rangs dans la hiérarchie, évènement rare dans la marine néerlandaise de ce siècle, Tjerk est nommé lieutenant-amiral de Frise en remplacement du lieutenant-amiral Auke Stellingwerf, qui a également péri dans cette bataille.
La flotte frisonne se trouve très affaiblie, mais compte tenu de l'urgence de la situation, comme le reste de la République, la province fait un solide effort de guerre en programmant la construction de 28 nouveaux navires. Tjerk a ainsi à superviser la formation de la plus puissante force navale que la Frise n'a encore jamais possédé.
Un an plus tard, en 1666, presque jour pour jour après la défaite de la bataille de Lowestoft, toute la flotte néerlandaise affronte à nouveau la flotte britannique, au cours de la bataille des Quatre Jours. Tjerk, qui se fait lui-même appeler De Vries' (Le frison), est commandant en second du lieutenant-amiral Cornelis Evertsen qui commande l'escadre de Zélande. Dès le premier jour des combats Evertsen est tué. Tjerk devient commandant de l'escadre. À bord de son navire amiral le Groot Frisia, il se fait particulièrement remarquer, et contribue grandement à la victoire hollandaise.
Six semaines plus tard, le 4 août, Tjerk se retrouve engagé à la bataille de North Foreland, comme commandant en second de l'escadre d'avant, sous les ordres du lieutenant-amiral Johan Evertsen. Le combat dure deux jours. Tjerk qui a perdu un bras et une jambe, tente encore vainement de rassembler ses forces. Son navire qui dérive, n'est secouru que le lendemain par Cornelis Tromp qui commande l'arrière. Les blessés sont ramenés à terre, mais Tjerk décède de ses blessures, le jour de son 44e anniversaire, le 6 août 1666.

## Sources
- (en) Cet article est partiellement ou en totalité issu de l’article de Wikipédia en anglais intitulé « Tjerk Hiddes de Vries » (voir la liste des auteurs).